# Порог дозы
Порог дозы — безопасные уровни дозы излучения, которые не обладают поражающим действием на облученный организм любого возраста и на потомство облученных родителей.
Механизмы биологических эффектов малых и больших доз облучения могут принципиально отличаться. При действии малых доз радиации установлены такие специфические стимулирующие эффекты, как адаптивный ответ и гормезис, а также апоптоз и эффект  сверхчувствительности (или гиперрадиочувствительности) к малым дозам. 

МКРЗ десятилетия назад приняла консервативную концепцию линейной беспороговой зависимости радиационных эффектов от дозы облучения — ЛБК. Эта концепция была затем положена в основу рекомендаций МКРЗ и национальных Норм радиационной безопасности как старых НРБ-99, так и их новой модификации НРБ-99/2009. 

Беспороговая линейная концепция, как наиболее осторожная, является официально признанной и положена в основу рекомендаций МКРЗ. Данная концепция основана на экстраполяции эффектов высоких доз на низкие, однако некоторые современные исследования ставят под сомнение правомерность такого подхода.
Ученые из Коми Научного центра РАН, Вятского государственного университета и Оттавского университета выяснили, что клетки соединительной ткани (фибробласты) стареют медленнее, если их предварительно подвергнуть облучению малыми дозами гамма-излучения. Исследование проводилось при финансировании РФФИ в рамках конкурса научных проектов, выполняемых молодыми учеными.

## См.также
- Гормезис
- Линейно-квадратическая модель
- Эффект Петко
- Радиационно-индуцированная нестабильность генома
- Фаза ходячего трупа